# Damien Brunner
Damien Brunner (ur. 9 marca 1986 w Oberlunkhofen) – szwajcarski hokeista, reprezentant Szwajcarii, olimpijczyk.
Jego brat Adrian (ur. 1987) także został hokeistą.

## Kariera klubowa
- Kloten U20 (2002-2004)
- EHC Winterthur (2005-2006)
- Kloten Flyers (2006-2008)
  -  HC Thurgau (2008)
- EV Zug (2008-2013)
- Detroit Red Wings (2013)
- New Jersey Devils (2013-2014)
- HC Lugano (2014-)

Wychowanek Kloten Flyers. W barwach tej drużyny występował w szwajcarskich rozgrywkach NLA. Od 2009 zawodnik EV Zug. Po udanym sezonie National League A (2011/2012) w lipcu 2012 został zawodnikiem Detroit Red Wings, jednak zanim zadebiutował w zespole, od września 2012 do stycznia 2013 roku na okres lokautu w sezonie NHL (2012/2013) został przekazany tymczasowo do EV Zug. Następnie rozegrał wznowiony sezony w lidze NHL. Od września 2013 zawodnik New Jersey Devils, związany dwuletnią umową. Od grudnia 2014 zawodnik HC Lugano.

## Kariera reprezentacyjna
Uczestniczył w turniejach mistrzostw świata w 2010, 2011, 2012, 2014, 2015, 2017 oraz zimowych igrzysk olimpijskich 2014.

## Sukcesy
Indywidualne
- National League A (2011/2012):
  - Trzecie miejsce w klasyfikacji asystentów w sezonie zasadniczym: 36 asyst
  - Pierwsze miejsce w klasyfikacji kanadyjskiej w sezonie zasadniczym: 60 punktów
  - Pierwsze miejsce w klasyfikacji kanadyjskiej w fazie play-off: 14 punktów
  - Skład gwiazd sezonu
  - Najlepszy napastnik sezonu
  - Najbardziej Wartościowy Zawodnik (MVP) sezonu
- Mistrzostwa Świata w Hokeju na Lodzie 2012/Elita:
  - Jeden z trzech najlepszych zawodników reprezentacji na turnieju
- Mistrzostwa Świata w Hokeju na Lodzie 2014/Elita:
  - Jeden z trzech najlepszych zawodników reprezentacji na turnieju[7]